# کایوا (اکلاهما)
کایوا(به انگلیسی: Kiowa) شهری در ایالت اکلاهما کشور ایالات متحده آمریکا است که جمعیت آن در سرشماری سال ۲۰۱۰ میلادی، ۷۳۱ نفر بوده‌است.